# 丹伯里鎮區 (北卡羅萊納州斯托克斯縣)
丹伯里鎮區（英語：Danbury Township）是位於美國北卡羅萊納州斯托克斯縣的一個鎮區。

## 地方資料
丹伯里鎮區的面積為82.87平方千米，皆為陸地。根據2020年美國人口普查的數據，當地共有人口1202人，而人口密度為每平方千米14.5人。